# Associação Lady Fatemah Cultureel Centrum
Associação Lady Fatemah Cultureel Centrum is een sjiitische moskee in Almada, een stad in het zuiden van Portugal. De moskee werd gesticht door Ali Mazhar en zijn vrouw Alia Batool en werd geopend op 12 oktober 2019. De moskee bestaat uit een rijhuis in het centrum van de stad en het interieur is in Iraanse (Perzische) architectuur. De moskee wordt voornamelijk bezocht door Pakistaanse sjiieten.